# アイちゃんが行く!
『アイちゃんが行く!』（アイちゃんがいく）は、1972年9月1日から1973年3月30日までフジテレビ系列局で放送されていたテレビドラマである。フジテレビと大映テレビの共同製作。江崎グリコの一社提供。全31話。

## 概要
第19話までは、本作がデビュー作となる坂口良子が演じるアイちゃんが、2人の若者と一緒に父親を探して日本各地を巡るロードムービー。
第20話以降は、第19話で父親である花村修一と出会ったアイちゃんが、父親の養女となった義姉・和美をはじめ、その家政婦たちにいじめられながらも奮闘する根性もののストーリーである。
第4話までアイちゃんと一緒に旅する若者の役だった吉田次昭は、番組開始直後にスポンサーのライバル会社であるロッテのCMに出演したために途中降板し、第7話より鈴木ヒロミツがレギュラーに加わった。
それまで同時間帯に放送されていたグリコ提供番組と異なり、本番組ではオープニングのラストに主題歌のメロオケが続いたまま画面に「提供 江崎グリコ」のテロップが出た後、ブルーバックを背景に当時のグリコのマークが映し出された。後年地上波で再放送される際にはこの部分はカットされているが、CS放送のファミリー劇場で放送された際にはカットされずにそのまま流された。

## 放送データ
- 放送日時：毎週金曜 19:00 - 19:30
- 放送期間：1972年9月1日 - 1973年3月30日
- 放送回数：全31回
- 放送系列：フジテレビ系列
- 放送形態：カラーフィルム作品

## キャスト
- 会田愛子（アイちゃん）：坂口良子
- 鈴鹿杉夫：本郷直樹
- 佐久間俊：吉田次昭（第4話まで）
- ゴローさん：鈴木ひろみつ（第7話から）
- 花村修一（アイちゃんの父）：北村和夫（第19話から）
- 花村和美（花村家の養女）：志摩みずえ（第19話から）
- 花村家の家庭教師・牧子：松岡きっこ（第19話から）
- 花村家の家政婦・年子：十勝花子（第19話から）
- 花村家の家政婦・おさえ：山田桂子（第19話から）
- 竹内竜夫（修一の親友の息子）：森下哲夫（第20話から）

## スタッフ
- プロデューサー：春日千春、千原博司（大映テレビ）、八百板勉（フジテレビ）
- 撮影:横手丘二、喜多崎晃、椎塚彰、木村公明
- 照明:田中良正
- 美術:仲美喜雄、本田衛
- 音楽：萩原哲晶
- 録音:奥山秀夫
- 編集:田賀保
- 助監督:青木敏、大原豊
- 製作主任:水谷務
- 記録:広川貴美子、外崎直子
- 結髪:山根末美、大井きく子
- 衣裳:富士衣裳
- 現像:東洋現像所
- 仕上:北島貞治
- 制作：大映テレビ株式会社、フジテレビ

## 主題歌
- 「二人のフィーリング」(1-13話)
作詞：山上路夫／作曲・編曲：都倉俊一／歌：本郷直樹(RCAレコード)
- 「青春の輝き」(14-31話)[2]
作詞：山上路夫／作曲：鈴木邦彦／編曲：横内章次／歌：本郷直樹(RCAレコード)

## 放送リスト
- 放送日程参考：『読売新聞』1972年9月1日 - 1973年3月30日付朝刊テレビ欄。
- ゲスト出演者参考：『サンケイ新聞』1972年9月1日 - 1973年3月30日付朝刊テレビ欄。
『福島民報』1972年9月6日 - 1973年4月4日付朝刊および夕刊テレビ欄。

| 話数 | 放送日        | サブタイトル               | 脚本     | 監督           | ゲスト（役名） | 協力・協賛                                                                                 |
| ---- | ------------- | -------------------------- | -------- | -------------- | --- | ------------------------------------------------------------------------------------------ |
| 1    | 1972年 9月1日 | 旅に出ちゃったのでーす     | 佐々木守 | ゆあさのりあき | 野際陽子、高橋悦史、進藤英太郎 | 熊本県黒川温泉観光旅館協同組合、テレビ熊本                                                 |
| 2    | 9月8日        | ディスカバー・パパ         | 佐々木守 | 帯盛迪彦       | 田崎潤（斉藤修平）、青木和子（斉藤佐代子） 小倉一郎（山野次郎）、井上博一、松村若代、斎藤こず恵                                                           | 松山市、松山市観光協会、道後温泉旅館協同組合、唐子浜観光センター、テレビ愛媛               |
| 3    | 9月15日       | ママチックなひと           | 佐々木守 | 帯盛迪彦       | 小山明子（田島孝子）、渡辺篤史（淳一）、本沢佳子（田島恵子）、岡崎夏子                                                                                    | 高松旅館組合、高松日本観光旅館連盟、西日本放送                                             |
| 4    | 9月22日       | 倉敷で恋人ゴッコ           | 佐々木守 | ゆあさのりあき | 三ツ矢歌子（中村夏江）、佐々木剛（浩二） 吉田義夫、山下雄大（中村孝）                                                                                     | 倉敷ステーションホテル、萩原、下津井電鉄、Bison、コドモ館、岡山放送                        |
| 5    | 9月29日       | 出雲の出会いと別れ         | 佐々木守 | 帯盛迪彦       | 川口恒（井上英助）、藤田みどり（井上孝子） 高橋昌也、小林昭二、土方弘、森桃江、武田正信                                                                   | 皆生温泉臨海、玉造グランドホテル長生閣、山陰中央テレビ                                     |
| 6    | 10月6日       | 初恋! 越前竹人形           | 佐々木守 | 帯盛迪彦       | 弓恵子（松波正子）、大門正明（松波敏夫）、中山麻理（鈴木杏子）、増田順司                                                                                  | 福井テレビ、芦原温泉(旅館協同組合、観光協会、清風荘)                                       |
| 7    | 10月13日      | 飛驒で拾ったヘンなヤツ     | 佐々木守 | ゆあさのりあき | 柳川慶子（柳瀬安子）、内田喜郎（若杉和夫）、児島美ゆき（大津妙子）                                                                                        | 東海テレビ、中林土地株式会社、子の原高原                                                   |
| 8    | 10月20日      | 東京のお父さん             | 佐々木守 | 帯盛迪彦       | 内藤武敏（小田切修平）、春川ますみ（小田切の妻） 北城真紀子（磯村先生）、佐藤輝昭（サブ） 西真澄（小田切涼子）、小山いく子（ヨーコ）、大和撫子            |                                                                                            |
| 9    | 10月27日      | なまはげ ヘンシン 男鹿半島 | 長野洋   | 帯盛迪彦       | 藤村有弘（花田一平）、岸部シロー（山上志郎） | 秋田県、男鹿市、男鹿市観光協会、男鹿温泉協同組合、秋田中央交通、秋田中央観光社、秋田テレビ |
| 10   | 11月3日       | 八幡平の恋人たち           | 才賀明   | 岡屋竜一       | 緑魔子（山本弓江）、多々良純、立花直樹（工藤健一）、相原ふさ子（ミドリ） 笹原光子（秋子）、瞳麗子、戸浦六宏、塩沢とき、曽我廼家一二三、穴井侃二、矢野雅江 | 岩手放送、雇用促進事業団、岩手レクリエーション・センター、八幡平ハイツ                     |
| 11   | 11月10日      | 北の港はお祭り騒ぎ         | 佐々木守 | ゆあさのりあき | 加賀ちか子（脇坂和歌子）、林由里（脇坂久美子）、下条アトム                                                                                                | 釜石市、釜石観光協会、岩手放送                                                             |
| 12   | 11月17日      | ここは仙台青葉城           | 長野洋   | 青野暉         | 横山道代（北村久美子）、外山高士（下川） 野呂圭介、佐山俊二、吉水慶                                                                                       | 宮城蔵王ホテル、織元本場仙台平工場、仙台放送                                               |
| 13   | 11月24日      | 会津磐梯山の泣き虫男       | 佐々木守 | 帯盛迪彦       | 津島恵子（雪子）、福田豊士（島崎茂）、津々井和枝（島崎幸子）                                                                                              |                                                                                            |
| 14   | 12月1日       | 赤城の山の穴ほり男         | 長野洋   | ゆあさのりあき | 松坂慶子（千々岩かおり）、浜田光夫（浜村次郎）、南原宏治（千々岩力）、平井岐代子                                                                          |                                                                                            |
| 15   | 12月8日       | 信州のリンゴおやじ         | 佐々木守 | ゆあさのりあき | 玉川良一（新村仁助）、小畠絹子（新村公子） | 上山田温泉観光協会、戸倉パーク・ホテル、聖高原ホテル                                       |
| 16   | 12月15日      | 木曽路のダメおやじ         | 佐々木守 | ゆあさのりあき | 小松方正（日野英夫）、沖雅也（日野敏之）、梅津栄（山田玄三）、土屋嘉男                                                                                    |                                                                                            |
| 17   | 12月22日      | 名代なるかな東海道         | 才賀明   | 帯盛迪彦       | 江波多寛児（木田喜太郎）、石井富子、内海広子（木田洋子）、内海敏彦（木田弘）                                                                              |                                                                                            |
| 18   | 12月29日      | 鳥羽のめぐりあい           | 長野洋   | ゆあさのりあき | 名古屋章（三田村光夫）、青空はるお、谷口香、西本裕行、宮前ゆかり                                                                                          | パールパレス・ホテル松濤                                                                   |
| 19   | 1973年 1月5日 | やっとお父さんに…          | 佐々木守 | 帯盛迪彦       | 宍戸錠（山野俊夫）、楠トシエ（山野陽子）、岡本健 |                                                                                            |
| 20   | 1月12日       | アイちゃんを追い出せ!      | 佐々木守 | 帯盛迪彦       | 高田裕史 |                                                                                            |
| 21   | 1月19日       | ごかいされたアイちゃん     | 佐々木守 | 帯盛迪彦       | 本田圭子、野村順子、西山あつこ |                                                                                            |
| 22   | 1月26日       | シンデレラなんか知らない   | 長野洋   | 青野暉         | 木田三千雄 |                                                                                            |
| 23   | 2月2日        | わるだくみは破れた         | 長野洋   | ゆあさのりあき | 木田三千雄 |                                                                                            |
| 24   | 2月9日        | この家はだれのもの?        | 佐々木守 | 青野暉         | 関千恵子（竜夫の母）、ザ・モップス |                                                                                            |
| 25   | 2月16日       | アイちゃんが殺される?!     | 長野洋   | ゆあさのりあき | 木田三千雄 |                                                                                            |
| 26   | 2月23日       | 社交界へデビュー           | 佐々木守 | 岡屋竜一       | |                                                                                            |
| 27   | 3月2日        | 一番星みつけた             | 長野洋   | 岡屋竜一       | |                                                                                            |
| 28   | 3月9日        | 雨 のち晴れ                | 佐々木守 | 帯盛迪彦       | 五月晴子、田中三津子、牧野和子 |                                                                                            |
| 29   | 3月16日       | また1人 味方に             | 佐々木守 | 帯盛迪彦       | 佐々木孝丸（鬼丸鉄之助）、北林早苗（中原綾子） |                                                                                            |
| 30   | 3月23日       | 男の戦い 女の戦い          | 佐々木守 | 青木敏         | 露原千草（竜夫の祖母） |                                                                                            |
| 31   | 3月30日       | 長い旅の終り               | 佐々木守 | 帯盛迪彦       | |                                                                                            |

## 放送局
- フジテレビ（制作局）：金曜 19:00 - 19:30
- 札幌テレビ：金曜 19:00 - 19:30[3]
- 青森放送：金曜 19:00 - 19:30[4]
- 岩手放送：水曜 18:00 - 18:30[5]
- 秋田テレビ：金曜 19:00 - 19:30[4]
- 山形テレビ：金曜 19:00 - 19:30[4]
- 仙台放送：金曜 19:00 - 19:30[4]
- 福島テレビ：水曜 19:00 - 19:30（第17話まで）→ 水曜 19:30 - 20:00（第18話から）[6]
- 新潟放送：金曜 18:00 - 18:30[7]
- 富山テレビ：金曜 19:00 - 19:30[7]
- 石川テレビ：金曜 19:00 - 19:30[7]
- 福井テレビ：金曜 19:00 - 19:30[7]
- 広島テレビ：金曜 19:00 - 19:30[8]
- 山口放送：金曜 19:00 - 19:30[8]
- 西日本放送：金曜 19:00 - 19:30[8]
- テレビ愛媛：金曜 19:00 - 19:30[8]
- 高知放送：金曜 19:00 - 19:30[8]
- テレビ西日本：金曜 19:00 - 19:30[8]

本作をネットした放送局は、「製作協力」という形でクレジットされていた（岩手放送などのフジテレビ系列以外の局がクレジットされる場合もあり）。また本放送当時、北海道では既にフジテレビ系フルネット局の北海道文化放送が開局していたが、このエリアでは日本テレビ系列の札幌テレビで放送されていた（次番組の『GO!GOスカイヤー』のみ北海道文化放送がネット）。

## 漫画
本作は複数の女性漫画家たちによるコミカライズが行われ、小学館の『週刊少女コミック』および小学館の学年別学習雑誌に連載されていた。
- 週刊少女コミック 1972年連載：田中みつえ
- 小学一年生 1972年10月号から1973年3月号連載：井出ちかえ
- 小学二年生 1972年10月号から1973年3月号連載：浜田和子
- 小学三年生 1972年10月号から1973年3月号連載：早瀬マキ
- 小学四年生 1972年10月号から1973年3月号連載：佐川節子
- 小学五年生 1972年10月号から1973年3月号連載：村田よしか
- 小学六年生 1972年10月号から1973年3月号連載：原田千代子

## 前後番組
| フジテレビ系列 金曜19:00枠 【江崎グリコ一社提供枠】 | フジテレビ系列 金曜19:00枠 【江崎グリコ一社提供枠】 | フジテレビ系列 金曜19:00枠 【江崎グリコ一社提供枠】 |
| 前番組                                              | 番組名                                              | 次番組                                              |
| --------------------------------------------------- | --------------------------------------------------- | --------------------------------------------------- |
| コートにかける青春 （1971年9月3日 - 1972年8月25日） | アイちゃんが行く! （1972年9月1日 - 1973年3月30日）  | GO!GOスカイヤー （1973年4月6日 - 1973年5月11日）    |